# Goodbye To Gravity
I Goodbye To Gravity sono stati un gruppo musicale metalcore romeno fondato a Bucarest nel 2010, divenuto tristemente noto dai media, a causa dell'Incendio del Colectiv avvenuto la sera del 30 ottobre 2015.

## Storia
La band nasce tra il 2010 e il 2011 per opera del cantante Andrei Găluț, noto in madrepatria per aver vinto il talent show romeno Megastar, alcuni ex membri dei Thunderstorm: Bogdan Lavinius Enache (Batteria), Vlad Țelea (chitarra) e Alex Pascu (basso), e Mihai Alexandru (chitarra) proveniente dai Graven.
La band pubblica il primo album omonimo nel 2012 che, fin da subito, contribuisce alla costruzione della loro reputazione a livello locale e consentirà loro di firmare un contratto con la Universal Music romena e partecipare a numerosi festival europei. Nel 2015 lavora al loro secondo album, intitolato Mantras Of War, che porta a maturazione il proprio sound, affacciandosi soprattutto a tematiche Sci-fi. L'album è stato pubblicato il 30 ottobre 2015 e per presentare il nuovo lavoro, la band organizza presso il Club Colectiv di Bucarest uno show gratuito, che purtroppo, dopo circa 30 minuti dall'inizio si trasforma in tragedia.
Proprio come accadde ai Great White nel 2003, a causa degli effetti pirotecnici usati sul palco dalla band, una colonna della struttura prende fuoco e l'incendio si propaga per tutto il locale (il cantante Andrei Gălut, durante l'episodio, affermerà ironicamente: Questo non era previsto nel programma!) e la fuga verso l'esterno viene resa difficile a causa dell'ammassamento della folla verso l'unica uscita presente nel locale, purtroppo sprovvisto di uscite di sicurezza. Il numero iniziale delle vittime dell'incendio è di 180 feriti e 27 morti, tra cui i due chitarristi della band: Vlad Telea e Mihai Alexandru; mentre il resto della band viene ricoverata in ospedale. L'8 novembre, muore il batterista Bogdan Lavinius Enache, Il decesso è dovuto ad un arresto cardiaco mentre il batterista veniva trasportato presso un ospedale di Zurigo (Svizzera); mentre il bassista Alexander Pascu muore la sera dell'11 novembre dopo essere stato trasportato in un ospedale di Parigi (Francia). A seguito del decesso di altre persone rimaste ferite il numero dei morti aumenta a 54.
L'unico membro del gruppo sopravvissuto, Andrei Găluț, si è dovuto sottoporre a svariati interventi chirurgici e terapie dopo aver riportato ustioni sul 45% del corpo.
A seguito di questa tragedia la Universal Music rumena decide che il ricavato delle vendite dell'ultimo album della band Mantras Of War verrà devoluto in aiuto alle vittime del tragico incendio.

## Formazione
- Andrei Găluț – voce (2010 - 2015)
- Mihai Alexandru – chitarra (2010 - 2015) (deceduto il 30 ottobre 2015)
- Vlad Țelea – chitarra (2010 - 2015) (deceduto il 30 ottobre 2015)
- Alexandru Pascu – basso (2010 - 2015) (deceduto l'11 novembre 2015)
- Bogdan Enache – batteria (2010 - 2015) (deceduto l'8 novembre 2015)

## Discografia
- 2012 - Goodbye To Gravity
- 2015 - Mantras Of War